# حوض ماهي
حوض‌ ماهي هي مدينة في مقاطعة مباركة، إيران. عدد سكان هذه المدينة هو 462 في سنة 2006.